# Kirsty Howat
Kirsty Howat (7 luglio 1997) è una calciatrice scozzese, attaccante del Rangers e della nazionale scozzese.

## Carriera

### Club
Dopo aver indossato le maglie delle formazioni giovanili di Lochar Thistle, Dumfries Girls e Rangers, e aver debuttato in Scottish Women's Premier League nel 2015 con queste ultime nella prima parte della carriera, l'anno successivo Howat sottoscrive un contratto con il Celtic, rimanendovi per due stagioni e condividendo con le compagne il percorso che vede il club di Glasgow raggiungere il terzo posto in campionato, in entrambe dietro all'Hibernian.
Nel 2018 Howat si trasferisce alle rivali e campionesse in carica del Glasgow City, conquistando alla sua prima stagione con il nuovo club il titolo di Campione di Scozia e debuttando in UEFA Women's Champions League nella stagione 2018-2019.
Dopo tre stagioni e mezza, compresa quella interrotta a causa delle restrizioni a seguito della pandemia di COVID-19, lascia la società con tre titoli di campione di Scozia nel palmarès per trasferirsi al Rangers.

### Nazionale
Howat inizia ad essere convocata dalla federazione calcistica della Scozia (Scottish Football Association - SFA) per indossare la maglia della formazione Under-16 dal febbraio 2013, per lei 3 presenze e una rete segnata, per passare alla Under-17 qualche mese più tardi, convocata dal tecnico Pauline Hamill per la doppia amichevole del 12 e 14 giugno con le pari età del Galles, giocando in entrambi gli incontri vincenti e andando a rete nella prima.
Hamill continua in seguito a concederle fiducia inserendola nella squadra che disputa le qualificazioni all'Europeo di Inghilterra 2014, in realtà disputata prima del termine del 2013 per fungere da qualificazione per il Mondiale della Costa Rica 2014, in programma nella primavera 2014. In quella fase condivide con le compagne l'accesso alla fase finale, prima volta per l'U-17 scozzese, andando a segno nel primo turno di qualificazione nell'incontro inaugurale del gruppo 1, siglando due reti nella vittoria per 5-1 sul Montenegro. Inserita nel gruppo B, la Scozia perde gli incontri con Francia (1-0) e Germania (4-2), pareggiando 0-0 con la Spagna, e conquistando un solo punto viene eliminata già alla fase a gironi. In quella occasione Howat scende in campo in tutti i tre incontri.
Del 2014 è la sua prima convocazione in Under-19, chiamata dal tecnico Gareth Evans in occasione due amichevoli, dove debutta il 20 agosto nell'incontro perso 2-0 con l'Austria e sigla due reti all'Albania nella vittoria per 8-0 a due giorni dall'inizio dell'Europeo di Norvegia 2014. Inserita da Evans nella rosa delle giocatrici scozzesi che partecipano alla fase finale, Howat viene impiegata nei primi due dei tre incontri giocati dalla sua nazionale nel gruppo A, vittoria per 2-0 con il Belgio e sconfitta per 3-2 con i Paesi Bassi, saltando la seconda sconfitta del girone, 5-0 con la Norvegia, che decreta l'eliminazione dal torneo già alla fase a gironi. Evans continua a concederle fiducia, convocandola alle qualificazioni dell'Europeo di Israele 2015, inframezzate dal Torneo di La Manga 2015, 3 presenze e una rete alla Svizzera in quell'occasione, siglando una rete all'Ucraina nella vittoria per 3-0 nella fase élite ma fallendo la qualificazione alla fase finale. Nuovamente in rosa per le qualificazioni dell'Europeo di Slovacchia 2016, scende in campo in due occasioni nella prima fase, siglando una rete nel 4-2 sull'Albania, e gioca tutte le tre partite della fase élite che, con una vittoria, 1-0 sulla Grecia, un pareggio, 11-1 con il Portogallo, e una sconfitta, 2-0 con la Francia, laureatasi poi campione d'Europa,  il 10 aprile 2016, nega nuovamente a lei e alla sua squadra l'accesso alla fase finale. Quella è anche l'ultima partita in cui indossa una maglia della sua nazionale.
Dopo una pausa lunga sette anni Howat viene convocata per la prima volta in nazionale maggiore nel 2023, chiamata dal commissario tecnico Pedro Martínez Losa in occasione della prima edizione della UEFA Women's Nations League rimanendo tuttavia inutilizzata. Per il debutto deve attendere l'anno successivo, il 12 luglio 2014, quando nell'incontro di ritorno con la Slovacchia, valido per le qualificazioni, nella fase a gironi, Lega B, all'Europeo di Svizzera 2025, rileva Martha Thomas al 72' dell'incontro vinto in trasferta per 2-0 dalle scozzesi.

## Palmarès

### Club
- Campionato scozzese: 3

Glasgow City: 2018, 2019, 2020-2021
- Scottish Women's Cup: 1

Rangers: 2023-2024
- Scottish Women's Premier League Cup: 2

Rangers: 2022-2023, 2023-2024